# リアンダー級巡洋艦
リアンダー級巡洋艦（英語: Leander-class cruiser）は、イギリス海軍の巡洋艦の艦級。先行するアイリス級をもとに、甲板装甲を導入するとともに主機や兵装の改良を図った発展型であった。

## 来歴
アメリカ海軍が建造した「ワンパノアグ」の高速性能を受けて、イギリス海軍も、「インコンスタント」を端緒として、1869年から1876年にかけて3隻のフリゲートを竣工させた。当時、まだ艦種呼称として採用されてはいなかったものの、後顧的には、イギリス巡洋艦の嚆矢として評価されている。
その後、1879年には、これらを小型化するかたちで設計されたアイリス級2隻が相次いで竣工した。そして1880年度計画で、同級の2番艦「マーキュリー」をもとに甲板装甲の導入と主機・兵装の改良を図った発展型4隻の建造が盛り込まれた。これが本級である。
なお、本級もアイリス級と同様、計画当初は通報艦として類別されていたが、竣工前に2等巡洋艦に類別変更され、設計を一部変更して竣工した。

## 設計
上記の経緯より、船体全長・幅はアイリス級「マーキュリー」と同様である。ただし下甲板では、機関部を覆うように、165フィート (50 m)長にわたって1.5インチ (38 mm)厚の装甲が施された。水平に近い弾道で艦内に突入した砲弾に対する避弾経始を配慮して、この装甲は両舷側で下方に反って水線部と結合した亀甲型とされた。装甲帯のような重く高価な垂直防御と比して、このように水線部より若干下方に防護甲板を設ける水平防御の手法であれば、比較的軽い重量で、かつ重心の上昇も抑制しつつ艦の防御力を向上させられると期待された。まだ艦の前後を全通するには至っていないが、後の防護巡洋艦の萌芽と評価されている。
機関構成はアイリス級と同様で、スコッチボイラー12缶を横置式2気筒2段膨張レシプロ蒸気機関2基とくみあわせてスクリュープロペラ2軸を駆動する方式とされた。ただし本級では、主機の燃費を改善するとともに石炭搭載量を増大することで、アイリス級で批判されていた航続距離の短さの改善が図られている。
また竣工時にはスクーナー型の帆走設備を備えていたが、1890年代末までに撤去された。

## 装備
艦砲としては、25.5口径15.2cm砲（BL 6インチ砲）10門が搭載された。最前部・最後部の砲は中心軸式（Central Pivot）の砲架に架せられており、それぞれ艦首・艦尾方向にも指向できたが、それ以外の砲は舷側式（broadside）の装備であり、射界が舷側方向に制約されたほか、装備位置が低く、荒天時は波を被って発砲が阻害されがちだった。
また竣工時には、これらに加えて、ガトリング砲2門、ガードナー式機銃4挺、ノルデンフェルト式機銃10挺が搭載されていたが、後にこれらのうち4門（「アリシューザ」では8門）は40口径4.7cm砲（QF 3ポンド砲）に換装された。

## 同型艦一覧
| 艦名                      | 造船所       | 起工          | 進水           | 竣工          | 売却   |
| ------------------------- | ------------ | ------------- | -------------- | ------------- | ------ |
| アンフィオン HMS Amphion  | ペンブローク | 1881年4月25日 | 1883年10月13日 | 1886年8月     | 1906年 |
| アリシューザ HMS Arethusa | ネピア       | 1880年6月14日 | 1882年12月23日 | 1887年9月29日 | 1905年 |
| リアンダー HMS Leander    | ネピア       | 1880年6月14日 | 1882年10月28日 | 1885年5月29日 | 1920年 |
| フェイトン HMS Phaeton    | ネピア       | 1880年6月14日 | 1883年2月27日  | 1886年4月20日 | 1947年 |